# Плонявы-Брамура (гмина)
Плонявы-Брамура (пол. Płoniawy-Bramura) — сельская гмина (уезд) в Польше, входит как административная единица в Макувский повет, Мазовецкое воеводство. Население — 5923 человека (на 2004 год).

## Демография
| Перепись                       | Всего   | Всего | Женщины | Женщины | Мужчины | Мужчины |
| ------------------------------ | ------- | ----- | ------- | ------- | ------- | ------- |
| Единицы                        | человек | %     | человек | %       | человек | %       |
| Население                      | 5923    | 100   | 2947    | 49,8    | 2976    | 50,2    |
| Плотность населения (чел./км²) | 43,9    | 43,9  | 21,8    | 21,8    | 22,1    | 22,1    |

## Сельские округа
1. Бобино-Гжибки
2. Бобино-Вельке
3. Богдалец
4. Ходково
5. Ходково-Бернаты
6. Ходково-Кухны
7. Ходково-Залоги
8. Голонивы
9. Ячёнжек
10. Калиновец
11. Кобылин
12. Кобылин
13. Кобылинек
14. Кшижево-Борове
15. Кшижево-Наджечне
16. Ленги
17. Млодзяново
18. Нова-Зблиха
19. Нове-Плонявы
20. Новы-Подось
21. Облудзин
22. Плонявы-Брамура
23. Праце
24. Ретка
25. Рогово
26. Стара-Зблиха
27. Старе-Зацише
28. Стары-Подось
29. Сухе
30. Шлясы
31. Щуки
32. Венгжиново
33. Завады-Дворске
34. Завады-Хута

## Соседние гмины
1. Гмина Червонка
2. Гмина Еднорожец
3. Гмина Карнево
4. Гмина Красне
5. Гмина Красносельц
6. Гмина Пшасныш
7. Гмина Сыпнево